# Économie du Kazakhstan

PIB basé sur la PPA du Kazakhstan.

Développement du PIB par habitant des pays d'Asie centrale.

Le Kazakhstan fait partie de la Communauté des États indépendants (CEI). Son économie est dépendante du pétrole et liée fortement à l'économie de la Russie pour des raisons historiques.

## Indicateurs du pays
Indicateurs socio-économiques du Kazakhstan :
- PIB (2017) : 149,4 Mds $
- Croissance PIB (2017) : + 4 %
- PIB/ habitants (2016) : 10 426 $ US
- Taux de croissance (2015) : 1,2 % (Banque mondiale)
- Taux de chômage (2017) : 5 %
- Taux d’inflation (2017) : 7.4 %
- Solde budgétaire (2015) : -3,2% du PIB

## Le problème des inégalités
Le Kazakhstan a libéralisé son économie au début des années 1990. Ces réformes ont aussi eu pour effet d'entrainer une bulle immobilière, avec la construction de nombreuses tours d’habitation plutôt luxueuses, alors que l'essentiel de la population vit dans la précarité. Les inégalités se sont fortement développées : « Le Kazakhstan est une kleptocratie très peu redistributive, rappelle Marie Dumoulin, directrice du programme Europe élargie au Conseil européen des relations étrangères (EPFR), un centre de réflexion. La grande précarité se développant dans les villes est un important foyer de mécontentement. » Les inégalités sociales ont été l'une des causes de la révolte de 2022 au Kazakhstan.

## Commerce extérieur
- Importations : 17,352 Mds $ (2005)
- Exportations : 27,849 Mds $ (2005)
- Balance commerciale : +10,497 Mds $ (2005)
- Échanges commerciaux entre la France et le Kazakhstan (2015) : 4,2 Mds $ (2014 : 4,88 Mds €)
- Exportations de la France vers le Kazakhstan (2015) : 939 M € (2014 : 666 M€ )
- Importations en France depuis le Kazakhstan (2015) : 3,3 Mds€ (2014 : 4,22 Mds €)[3]

Le principal partenaire commercial du Kazakhstan est l'Union européenne, pour 34 % en 2007. Cela montre la volonté du pays de confirmer sa volonté d'indépendance vis-à-vis du géant russe voisin, qui ne représente plus que 18 % du commerce extérieur du pays. La Chine s'intéresse aussi beaucoup au sous-sol très riche de cette immense région peu peuplée de l'Asie centrale : ces échanges dépassent 10 milliards de dollars en 2007. La Russie reste donc un partenaire difficilement contournable pour la capacité exportatrice de toute l'Asie centrale vers l'Occident, sauf par le territoire iranien.
Le Kazakhstan fait également partie de l'Association d'affaires Canada-Russie-Eurasie.

## Agriculture
Le Kazakhstan a produit en 2018:
- 13,9 millions de tonnes de blé (14e producteur mondial);
- 3,9 millions de tonnes de orge (11e producteur mondial);
- 3,8 millions de tonnes de pomme de terre (20e producteur mondial);
- 1,2 million de tonnes de pastèque (12e producteur mondial);
- 933 000 tonnes de lin (plus grand producteur du monde);
- 893 mille tonnes de melon (5e producteur mondial);
- 862 mille tonnes de maïs;
- 847 000 tonnes de graines de tournesol (13e producteur mondial);
- 813 000 tonnes de oignon;
- 765 000 tonnes de tomate;
- 566 000 tonnes de carotte;
- 546 mille tonnes de chou;
- 504 000 tonnes de betterave sucrière, qui est utilisée pour produire sucre et éthanol;
- 482 000 tonnes de riz;

En plus de petites productions d'autres produits agricoles.

## Une industrie minière dynamique
Le sous-sol du Kazakhstan est très riche en matières premières, minerais et hydrocarbures.

### Pétrole
L'économie du Kazakhstan repose essentiellement sur les exportations de pétrole, qui représentent 56 % de la valeur des exportations et 55 % du budget de l'État. Le pays dispose de ressources pétrolières équivalentes à celles de l'Irak mais présentes dans des nappes plus profondes, ce qui explique le début relativement récent de son exploitation.

### Uranium
Le Kazakhstan dispose de réserves importantes d'uranium (15 à 17 % de la réserve mondiale). Il est le premier producteur mondial d'uranium et produit 33 % (soit 14 000 tonnes par an) de la production totale d'uranium du monde.
Les principales régions produisant de l'uranium sont principalement le Chu-Sarysu (Tortkuduk, Inkai, etc.), ainsi que la Syrdaria du Kazakhstan du Nord (Kokshetau), Manguyshlak (Précaspienne), Kendyktasс-Tchuili-Betpakdala (Prébalkash) et Ily.

## Sociétés du Kazakhstan est
- Kazatomprom est une compagnie minière, détenue à 100 % par le gouvernement kazakh. Elle exploite douze mines en 2007.
- Appak LLP, conglomérat nippo-kazakh.